# Orekhovo-Zouïevo
Pour les articles homonymes, voir Orekhovo.
Orekhovo-Zouïevo (en russe : Орехово-Зуево) est une ville de l'oblast de Moscou, en Russie. Sa population s'élevait à 120 699 habitants en 2014 et 105 745 habitants en 2021. C'est un important centre ferroviaire, 

## Géographie
Orekhovo-Zouïevo est arrosée par la rivière Kliazma, un affluent de la Volga, et se trouve à 89 km à l'est de Moscou. Elle est le principal nœud ferroviaire de l'oblast de Moscou.

## Histoire
Orekhovo-Zouïevo s'est formée au milieu du XIXe siècle par la fusion des villages d'Orekhovo, Zouïevo (le plus ancien, connu depuis le XIIIe siècle), Nikolskoïe et Doubrovka (agglomération industrielle).
Orekhovo-Zouïevo est un des plus anciens centres d'industrie textile de Russie. On y a d'abord tissé la soie et à partir de 1797 le coton y a été travaillé. En 1890, la ville comptait 17 usines, où travaillaient plus de 30 000 ouvriers. Orekhovo-Zouïevo était un des plus importants centres industriels de la région de Moscou au cours du XIXe siècle. Ce fut également un des principaux foyers des mouvements de grèves de la fin du XIXe siècle et au début du XXe siècle. 
En 1885 éclata une grande grève à l'usine textile Nikolski employant 8 000 ouvriers et appartenant à l'homme d'affaires Savva Morozov. Cette grève eut pour conséquence la mise en place des premières mesures de législation du travail en Russie.
La ville connut d'importants mouvements révolutionnaires lors de la première révolution russe de 1905. Un comité régional du POSDR existait dans la ville depuis 1901, dirigé par Ivan Vassilievitch Babouchkine. La ville est connue pour avoir compté parmi ses habitants l'épouse de Lénine.
Orekhovo-Zouïevo obtint le statut de ville le 21 septembre 1917.

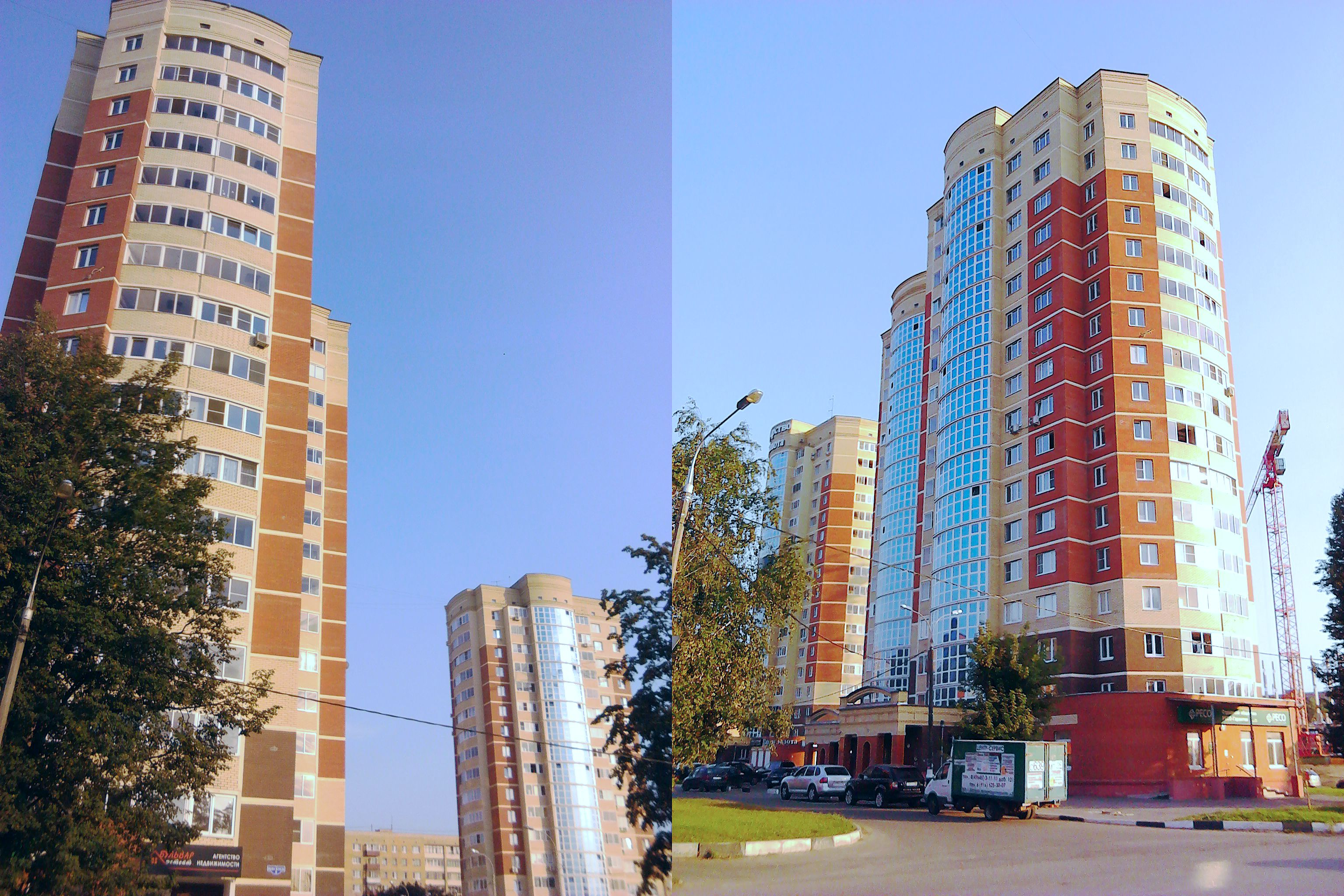
Nouveaux immeubles d'habitation Briz.

## Population
Orekhovo-Zouïevo est une des principales villes de l'oblast de Moscou par le nombre d'habitants.
Recensements (*) ou estimations de la population
| 1923*  | 1926*  | 1931   | 1939*  | 1959*   | 1970*   |
| ------ | ------ | ------ | ------ | ------- | ------- |
| 44 100 | 62 782 | 76 700 | 99 273 | 108 297 | 120 133 |

| 1979*   | 1989*   | 2002*   | 2010*   | 2013    | 2014    |
| ------- | ------- | ------- | ------- | ------- | ------- |
| 132 301 | 137 198 | 122 248 | 120 670 | 121 377 | 120 699 |

| 2017    | 2019    | 2021    | - | - | - |
| ------- | ------- | ------- | - | - | - |
| 119 956 | 118 004 | 105 745 | - | - | - |

## Économie
Jusqu'à la dislocation de l'Union soviétique, les principales entreprises de la ville étaient le combinat de coton et l'usine textile. Aujourd'hui l'usine textile, située dans le centre-ville, a été transformée en centre commercial.
Les usines dont l'activité était tournée vers le textile (Usine de production d'équipement de tissage Steklomach ou Karbolit) sont aujourd'hui en déclin. De nouvelles industries sont apparues, telles que l'usine de matériel ferroviaire Diemikhovski.
Orekhovo-Zouïevo est un centre de triage des lignes ferroviaires de Moscou, Nijni Novgorod et Aleksandrov.

## Culture
La ville compte entre autres :
- Une école normale supérieure (langue, littérature, histoire)
- Un musée d'histoire
- Un théâtre dramatique
- Deux cinémas
- Six clubs et maisons de la culture
- Un centre aéré
- Une école d'art
- Une école de sport
- Trois stades
- Des établissements spécialisés (économie, médecine, commerce)
- Une implantation de l'Institut russe du textile et de l'industrie légère
- Un centre de soins psychiatrique
- Des monuments historiques :
  - Quelques bâtiments industriels comme le complexe de l'ancienne usine Morozov
  - L'église collégiale de la Nativité-de-la-Vierge dans l'ancien village de Zouïevo (1912)

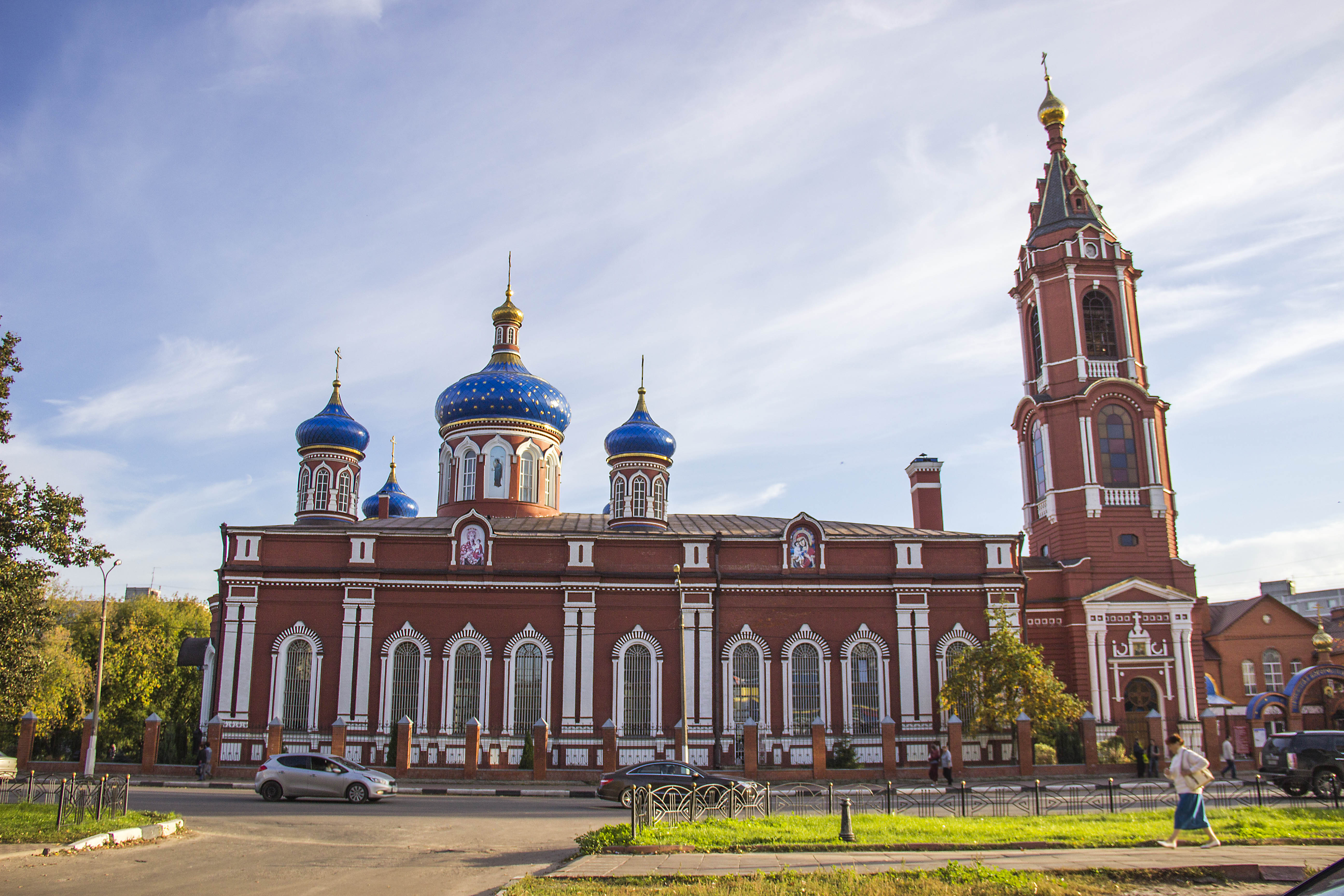
Vue de côté de l'église collégiale de la Nativité-de-la-Vierge.
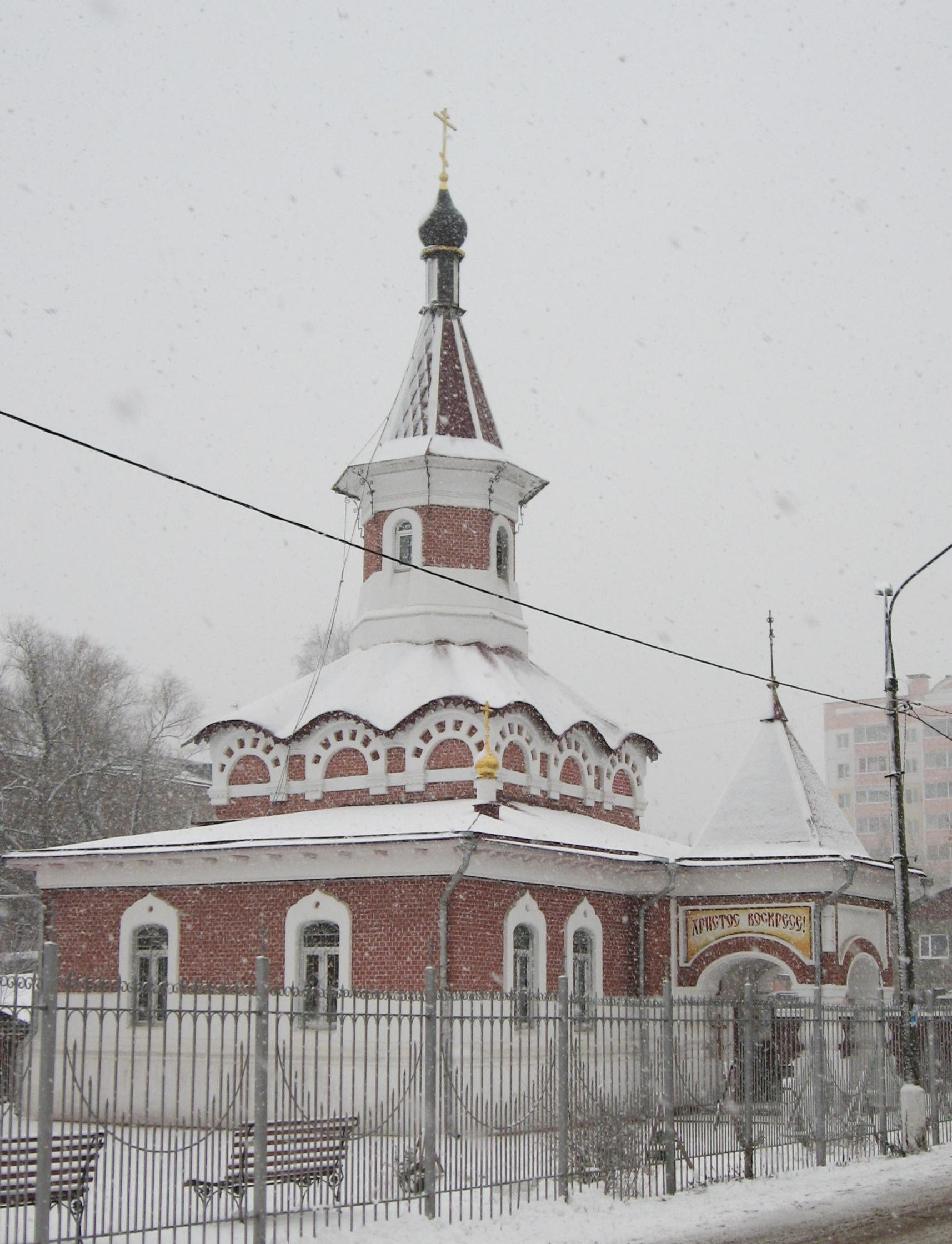
Église Sainte-Xénia.
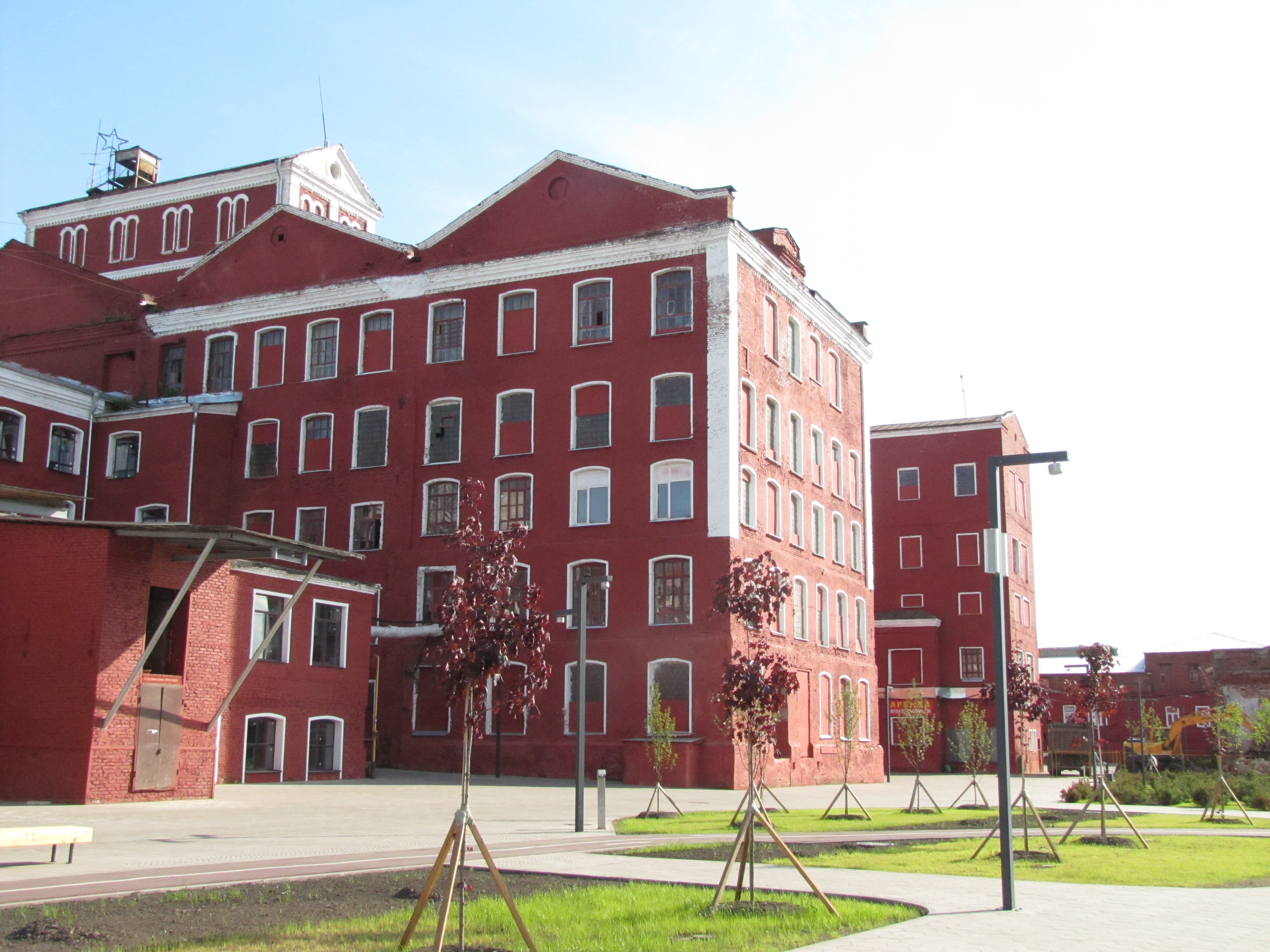
Ancienne manufacture sur le quai.
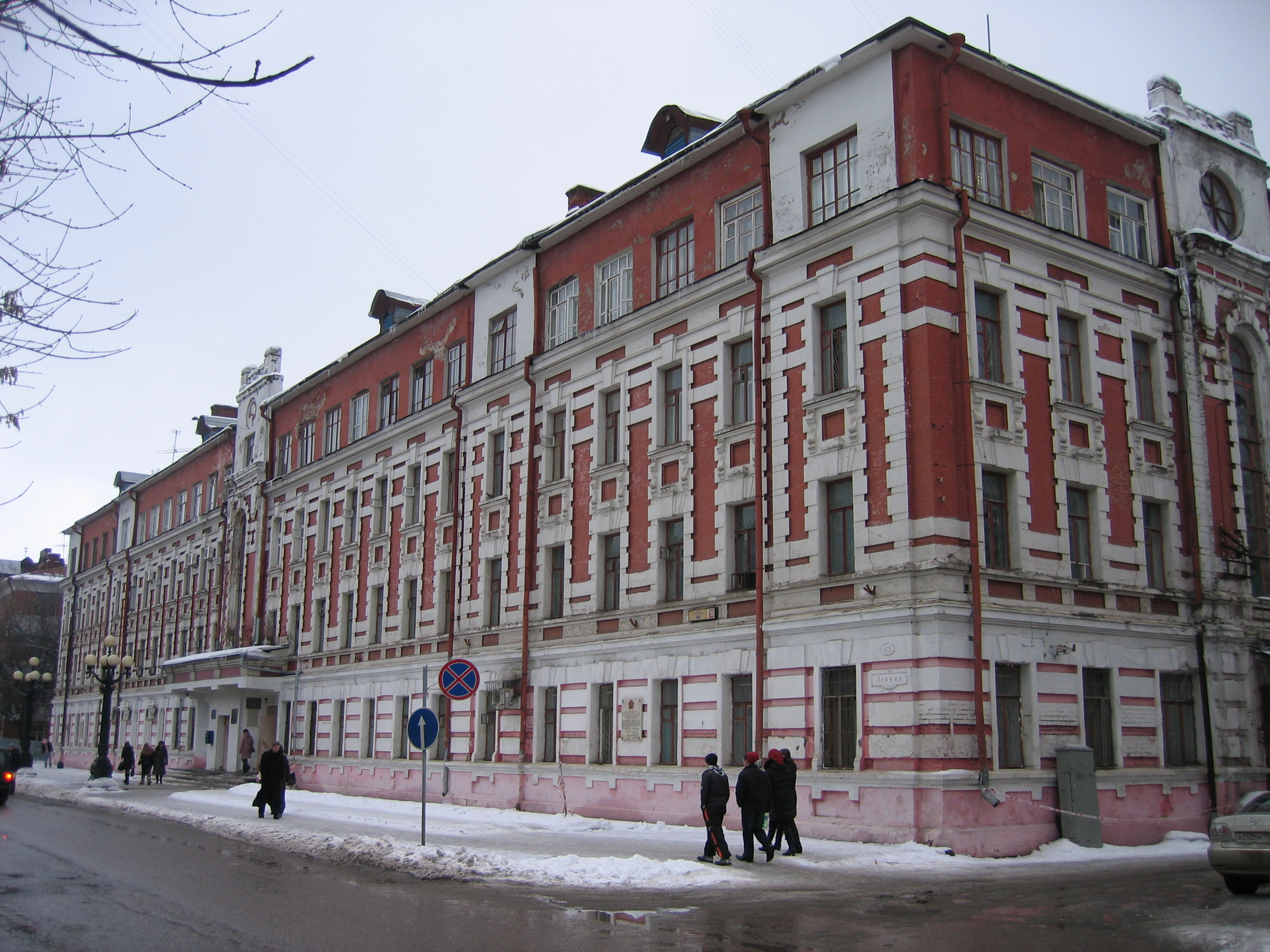
Ancien siège de l'administration, aujourd'hui siège de l'aide sociale.

## Sport
- FK Znamia Trouda Orekhovo-Zouïevo, club de football fondé en 1909 et évoluant en troisième division russe.

## Personnalités
- Savva Morozov (1862-1905), industriel et mécène.
- Anna Pavlova (1987-), gymnaste.
- Ilya Osipov ou Monesy (en) (2005-), joueur professionnel de Counter-Strike.